# Orthocentrus deletus
Orthocentrus deletus är en stekelart som beskrevs av Morley 1912. Orthocentrus deletus ingår i släktet Orthocentrus och familjen brokparasitsteklar. Inga underarter finns listade i Catalogue of Life.